# We Are Scientists
We Are Scientists és un grup de rock alternatiu dels Estats Units integrat per: Keith Murray (guitarra i primera veu), Chris Cain (baix) i Michael Tapper (bateria). Fou formada l'any 2000.
La banda ha llençat tres EPs, i un LP: "With Love And Squalor".

## Discografia
- 2004 The Wolf's Hour
- 2005 Nobody Move, Nobody Get Hurt (EP) #56 UK
- 2005 The Great Escape
- 2005 With Love And Squalor